# Bisellio
Il bisellio (dal latino bisellium) era un sedile con larghezza sufficiente a far sedere comodamente due persone. Poteva essere senza alcuna decorazione, ma poteva anche essere ornato più o meno riccamente, sino a diventare un oggetto di lusso.
Con un'accezione più specifica, il bisellio era un vero e proprio sedile doppio, di forma ben determinata, il cui uso si concedeva in occasione di spettacoli ai benemeriti della cosa pubblica e ai loro finanziatori, come i seviri, in segno di altissimo onore. Quest'onore si chiamava honor bisellii o honor biselliatus, e veniva concesso solo per decreto dei decurioni o dei centumviri, e col consenso del popolo. La persona che ricopriva questa carica era detta biselliarius.

## Etimologia
Il termine deriva da due voci latine: bi = due e sella = sedile.

## Galleria di immagini

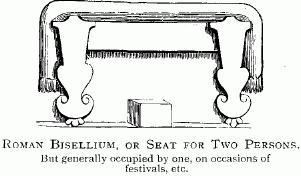
Illustrazione didattica. La didascalia significa: "Bisellio romano, o sedia per due persone, ma generalmente occupato da una sola, in occasione di celebrazioni, ecc."
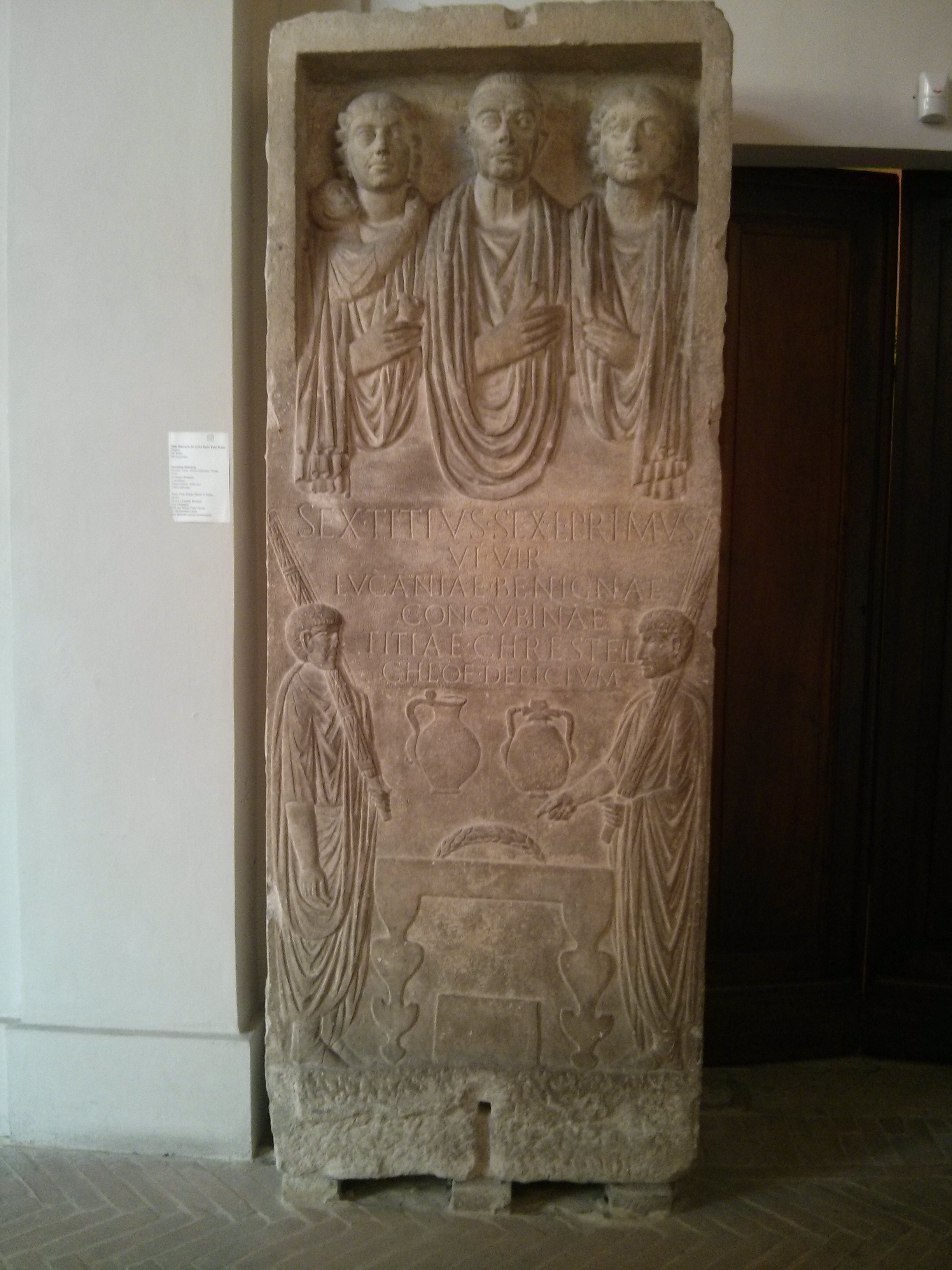
Bisellio raffigurato nella parte basale della stele del seviro Sesto Tizio Primo, come segno d'onore (Museo archeologico nazionale delle Marche, Ancona)
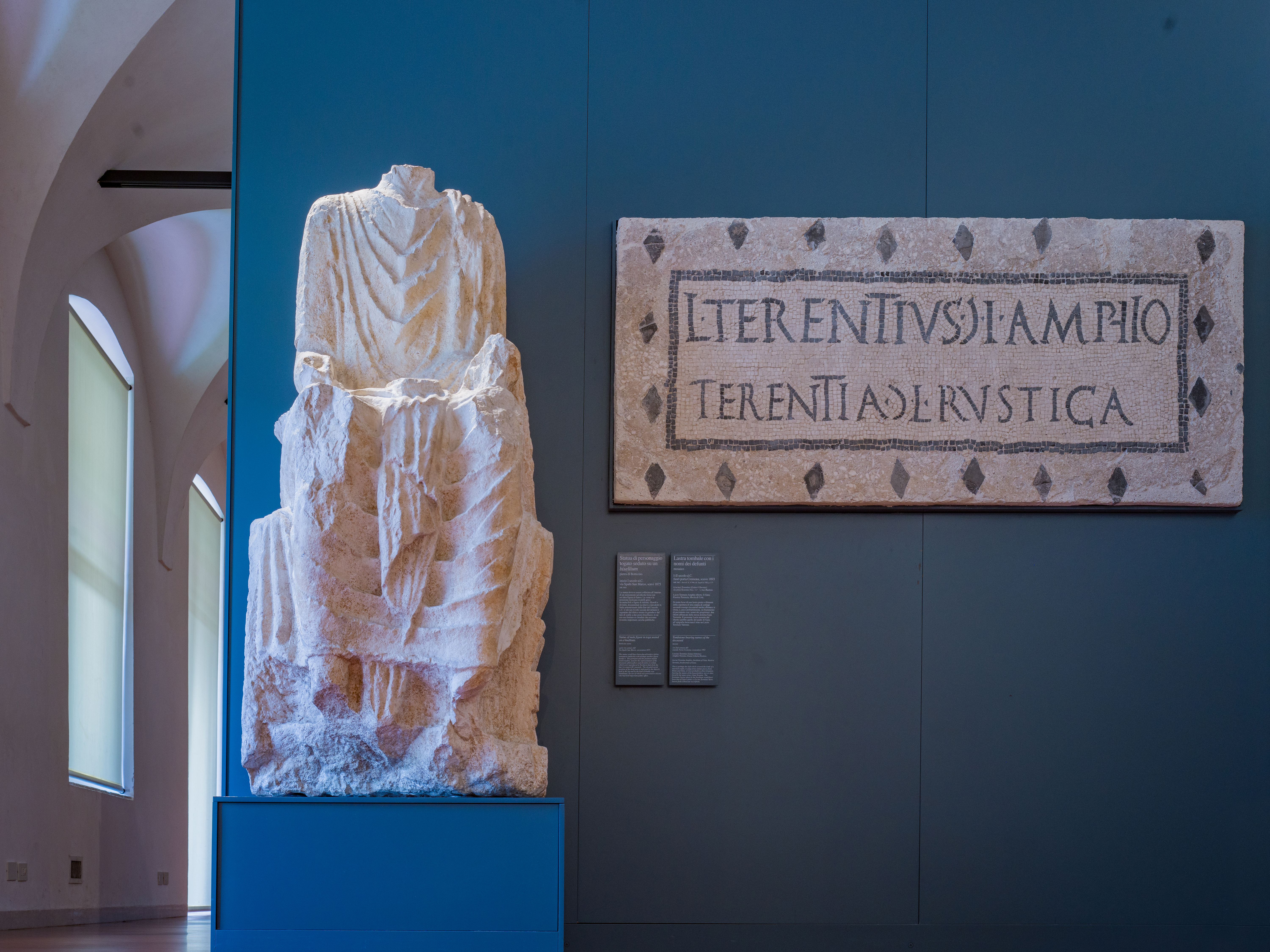
Personaggio raffigurato seduto su un bisellio, in segno d'onore (Museo di Santa Giulia, Brescia)